# Кастельфранчі
Кастельфранчі (італ. Castelfranci) — муніципалітет в Італії, у регіоні Кампанія,  провінція Авелліно.
Кастельфранчі розташоване на відстані близько 240 км на південний схід від Рима, 70 км на схід від Неаполя, 22 км на схід від Авелліно.
Населення — 2060 осіб (2014).
Щорічний фестиваль відбувається 9 травня. Покровитель — святий Миколай.

## Демографія
Населення за роками:

Станом на 1 січня 2023 року в муніципалітеті офіційно проживали 42 іноземці з 7 країн, серед них 7 громадян країн Євросоюзу та 3 громадяни України.

## Сусідні муніципалітети
- Монтемарано
- Нуско
- Патернополі
- Торелла-дей-Ломбарді